# 巴勒斯坦駐外機構列表

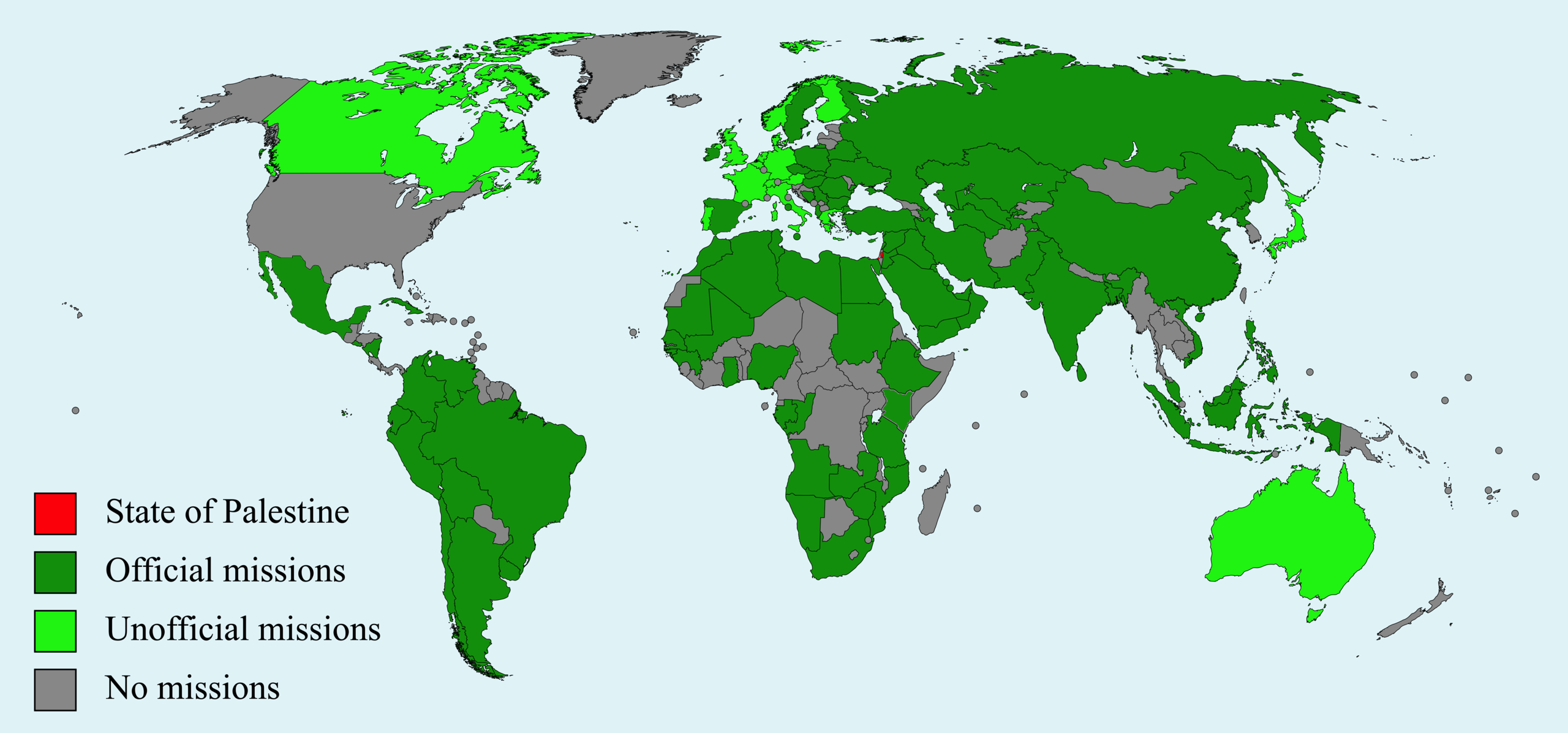
巴勒斯坦（红色）、大使馆或领事馆（綠色）、半外交和非官方使团（浅綠色）

巴勒斯坦解放組織於1988年11月15日在阿爾及爾舉行巴勒斯坦解放組織全國委員會第十九次特別會議中，單方面的通過獨立宣言，從英屬巴勒斯坦托管地成為巴勒斯坦國，部份國家承認其為獨立實體，而許多國家首都同時有巴勒斯坦國大使館及以色列大使館。
至今已有超過一百多個國家承認巴勒斯坦，根據1994年簽訂的奧斯陸協議，由巴勒斯坦自治政府自行負責對外事務，而未承認巴勒斯坦的國家也與巴勒斯坦自治政府保持關係，因此它們認同巴勒斯坦自治政府合法代表巴勒斯坦人民，多數歐洲國家、美國和加拿大並未承認巴勒斯坦，但是與巴勒斯坦自治政府保有不同層級的互動關係。但赴巴勒斯坦地区在取得其签发的通行证前，仍需取得以色列签证，仅以巴勒斯坦签发通行证无法合法进入以色列领土（可免签进入以色列的国民除外）。
巴勒斯坦自治政府在承認巴勒斯坦並建立正式外交關係的國家中設立大使館，而在部份未承認巴勒斯坦的國家中則設有代表處和辦事處，其中有些機構享有準外交地位，但有些則無。

## 非洲
- 阿尔及利亚
  - 阿爾及爾（大使馆）[1]
- 安哥拉
  - 罗安达（大使馆）[1]
- 刚果共和国
  - 布拉柴维尔（大使馆）[1]
- - 吉布地市（大使馆）[1]
- 埃及
  - 开罗（大使馆）[1]
- 衣索比亞
  - 亚的斯亚贝巴（大使馆）[1]
- 加彭
  - 利伯维尔（大使馆）[2][3]
- - 阿克拉（大使馆）[4]
- 几内亚
  - 科納克里（大使馆）[1]
- - 比绍（大使馆）[1]
- - 阿比让（大使馆）[1]
- 利比亞
  - 的黎波里（大使馆）[1]
- - 巴馬科（大使馆）[1]
- 毛里塔尼亚
  - 努瓦克肖特（大使馆）[1]
- 摩洛哥
  - 拉巴特（大使馆）[1]
- 莫桑比克
  - 马普托（大使馆）[1]
- 纳米比亚
  - 温得和克（大使馆）[5]
- 奈及利亞
  - 阿布贾（大使馆）[6]
- 塞内加尔
  - 達喀爾（大使馆）[5]
- 南非
  - 比勒陀利亞（大使馆）[5]
- 苏丹
  - 喀土穆（大使馆）[5]
- 坦桑尼亚
  - 达累斯萨拉姆（大使馆）[7]
- 突尼西亞
  - 突尼斯（大使馆）[5]
- 尚比亞
  - 路沙卡（大使馆）[5]
- 辛巴威
  - 哈拉雷（大使馆）[5]

## 美洲

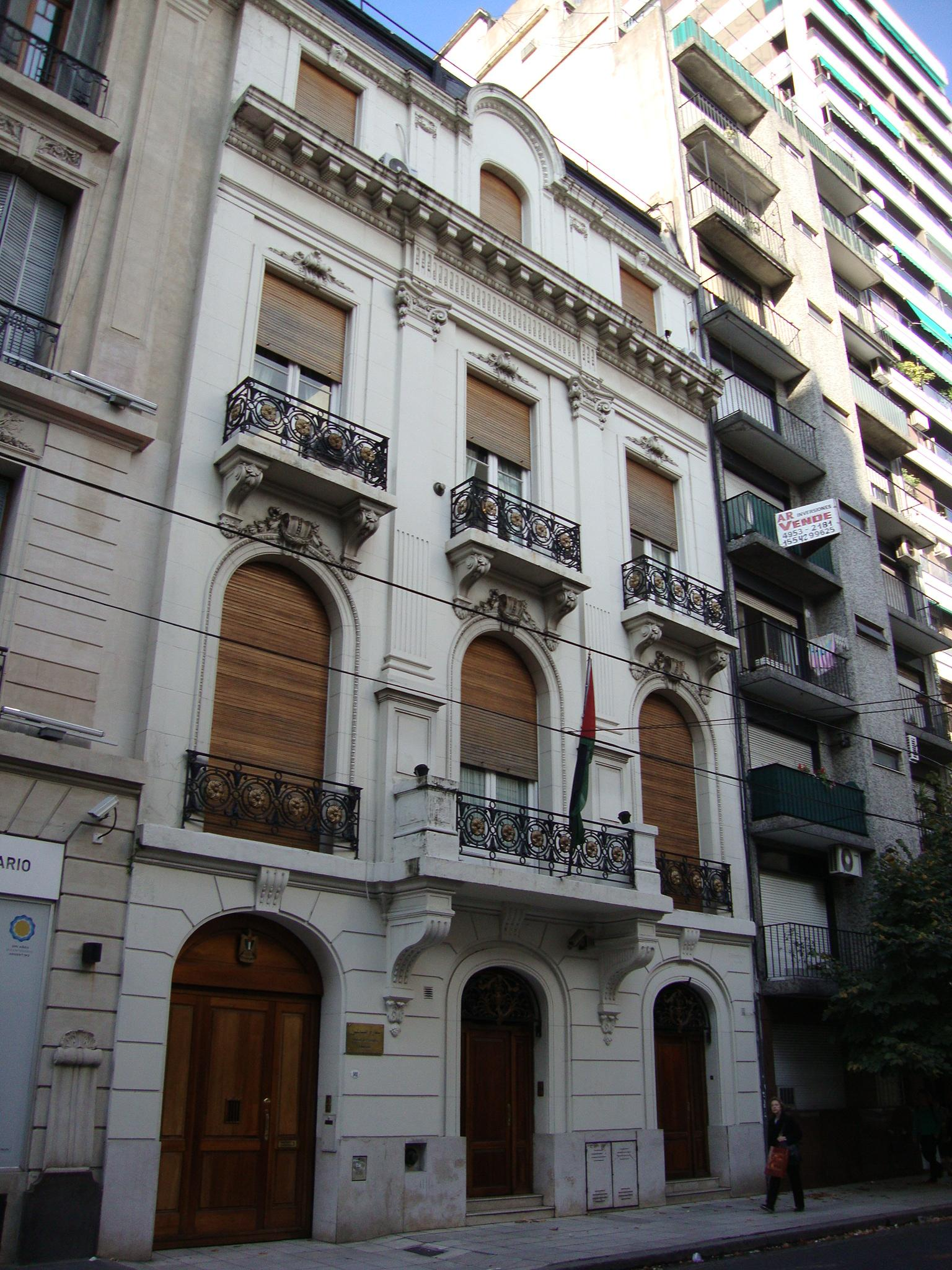
位于布宜諾斯艾利斯的巴勒斯坦驻阿根廷大使馆

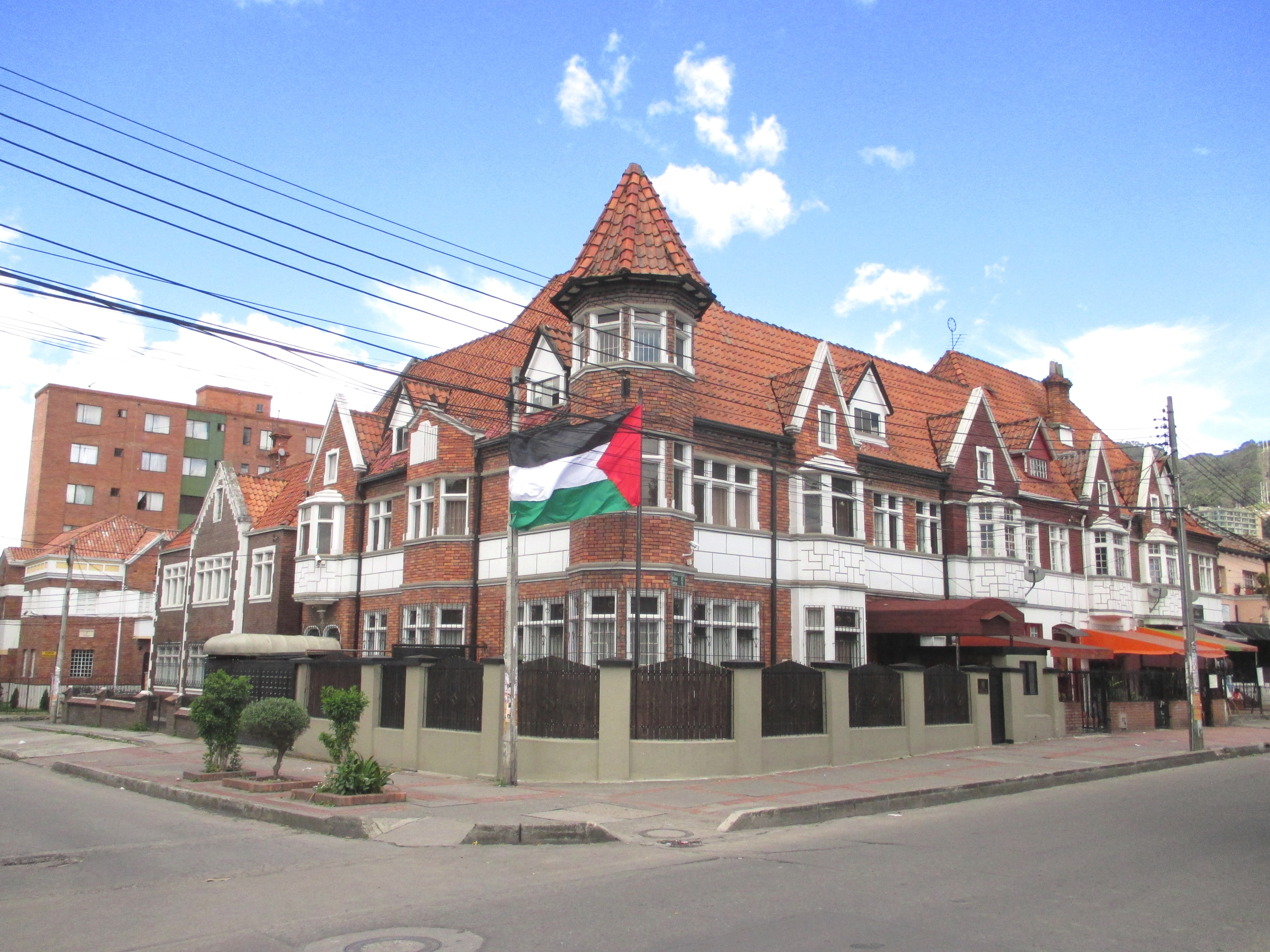
位于波哥大的巴勒斯坦驻哥伦比亚大使馆

- 阿根廷
  - 布宜諾斯艾利斯（大使馆）[8]
- 巴西
  - 巴西利亚（大使馆）[9]
- 加拿大
  - 渥太華（总代表团）[10]
- 智利
  - 圣地亚哥（大使馆）[9]
- 哥伦比亚
  - 波哥大（大使馆）[11]
- 古巴
  - 哈瓦那（大使馆）[1]
- - 基多（大使馆）[12]
- 薩爾瓦多
  - 聖薩爾瓦多（大使馆）[13]
- 墨西哥
  - 墨西哥城（特别代表团）[1]
- 尼加拉瓜
  - 馬拿瓜（大使馆）[5]
- 秘魯
  - 利馬（大使馆）[14]
- 乌拉圭
  - 蒙得维的亚（大使馆）
- 委內瑞拉
  - 卡拉卡斯（大使馆）[5]

## 亚洲
- - 巴库（大使馆（英语：Embassy of the State of Palestine in Azerbaijan））[15]
- 巴林
  - 麦纳麦（大使馆）[1]
- - 达卡（大使馆）[16]
- - 斯里巴加湾市（大使馆）[1]
- 中国
  - 北京（大使馆）[1]
- 印度
  - 新德里（大使馆）[1]
- 印度尼西亞
  - 雅加达（大使馆）[1]
- 伊朗
  - 德黑兰（大使馆）[1]
- 伊拉克
  - 巴格达（大使馆）[1]
- 日本
  - 东京（总代表团）[17]
- 约旦
  - 安曼（大使馆）[18]
- - 阿斯塔纳（大使馆）[19]
- 科威特
  - 科威特城（大使馆）[1]
- 黎巴嫩
  - 贝鲁特（大使馆）[20]
- 马来西亚
  - 吉隆坡（大使馆）[1]
- - 平壤（大使馆）[19]
- 阿曼
  - 马斯喀特（大使馆）[5]
- 巴基斯坦
  - 伊斯兰堡（大使馆）[21]
- 菲律賓
  - 马尼拉（大使馆）[22]
- - 多哈（大使馆）[5]
- 沙烏地阿拉伯
  - 利雅德（大使馆）[23]
- 斯里蘭卡
  - 可倫坡（大使馆）[24]
- 叙利亚
  - 大马士革（大使馆）[5]
- 土耳其
  - 安卡拉（大使馆）[25]
  - 伊斯坦堡（总领事馆）
- - 阿什哈巴德（大使馆）[26]
- 阿联酋
  - 阿布扎比（大使馆）[27]
  - 杜拜（总领事馆）[28]
- - 塔什干（大使馆）[29][30]
- 越南
  - 河內市（大使馆）[31]
- 葉門
  - 萨那（大使馆）[5]

## 欧洲

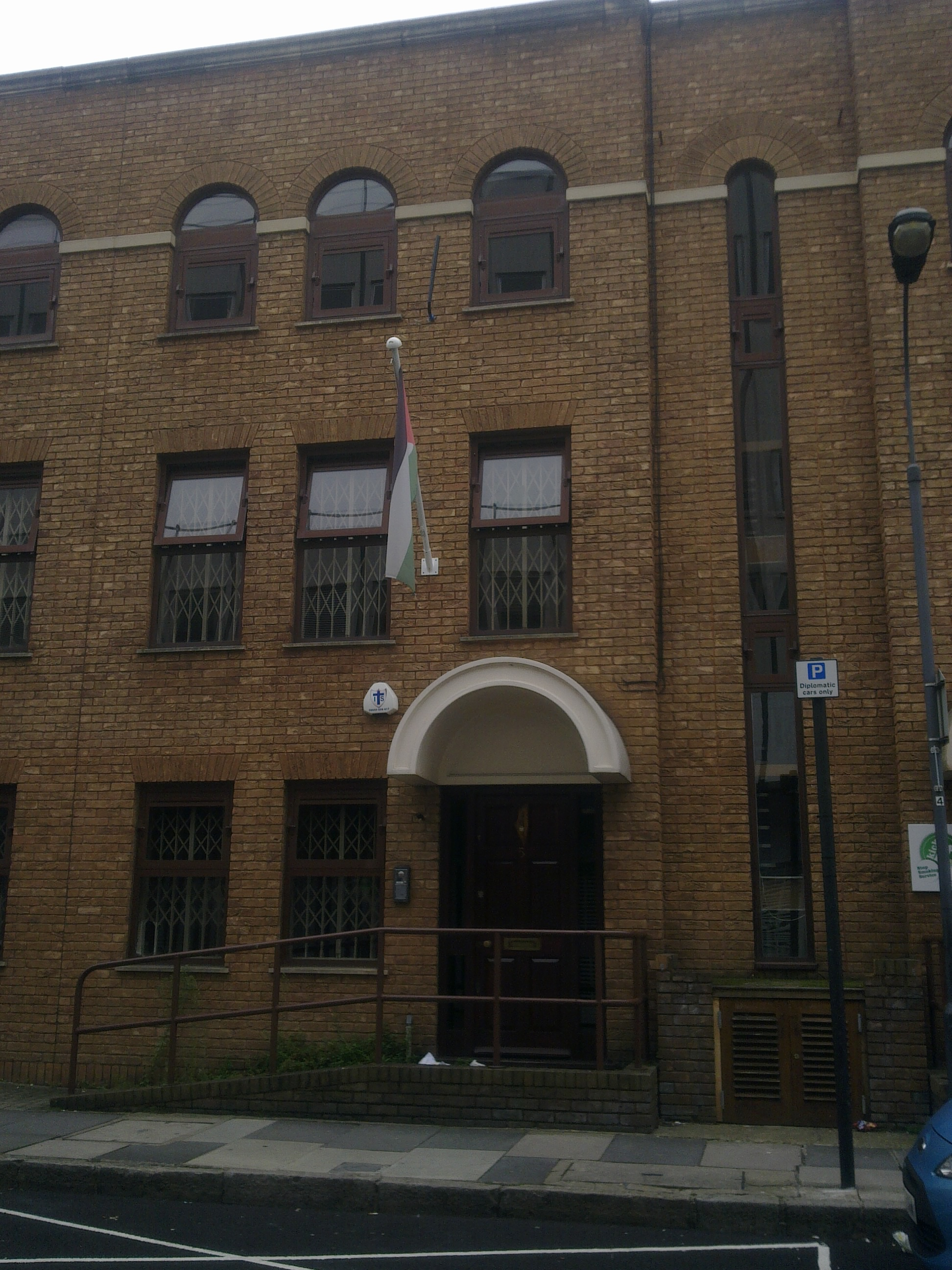
位于伦敦的巴勒斯坦驻英国代表团

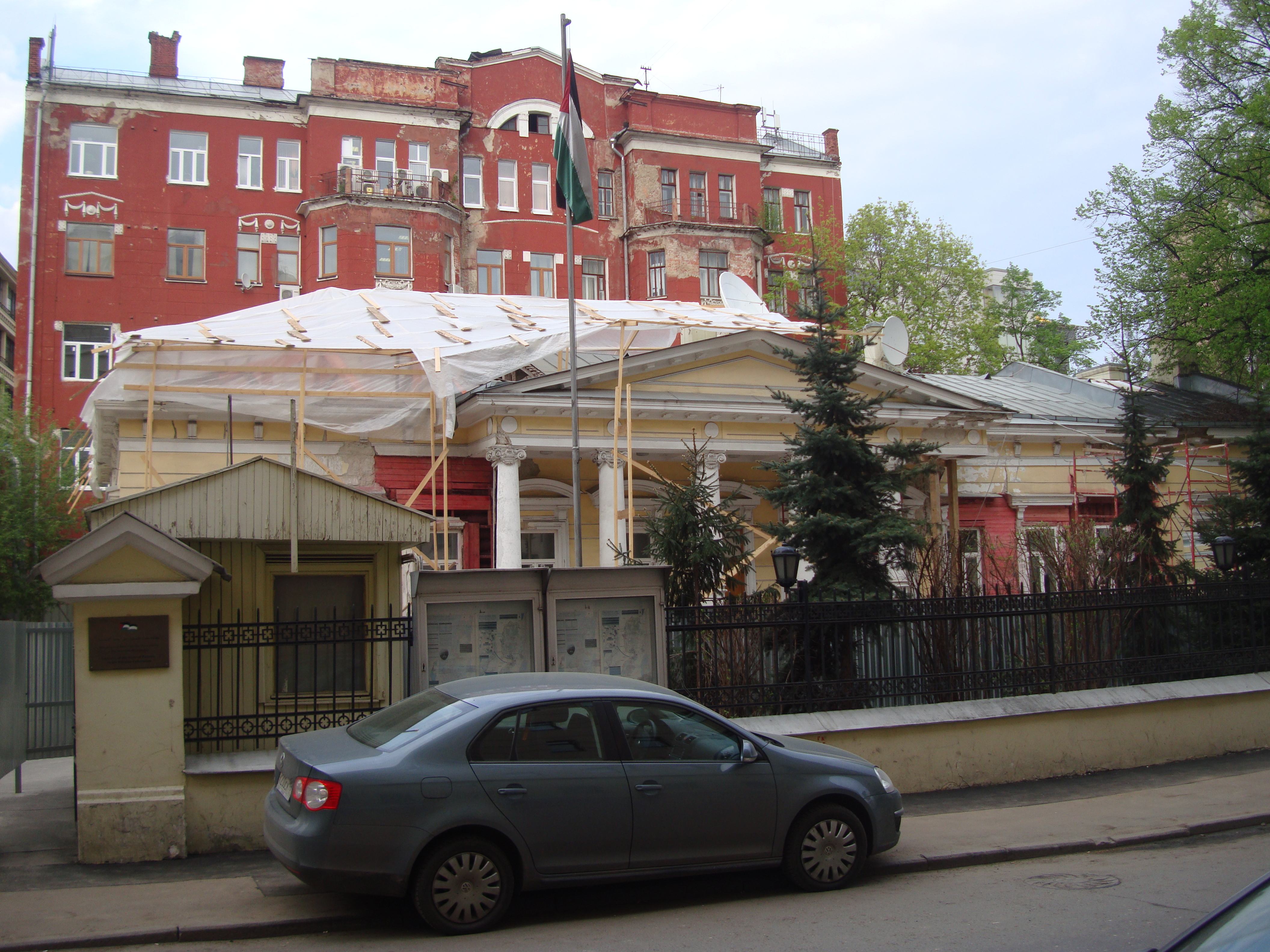
位于莫斯科的巴勒斯坦驻俄罗斯大使馆

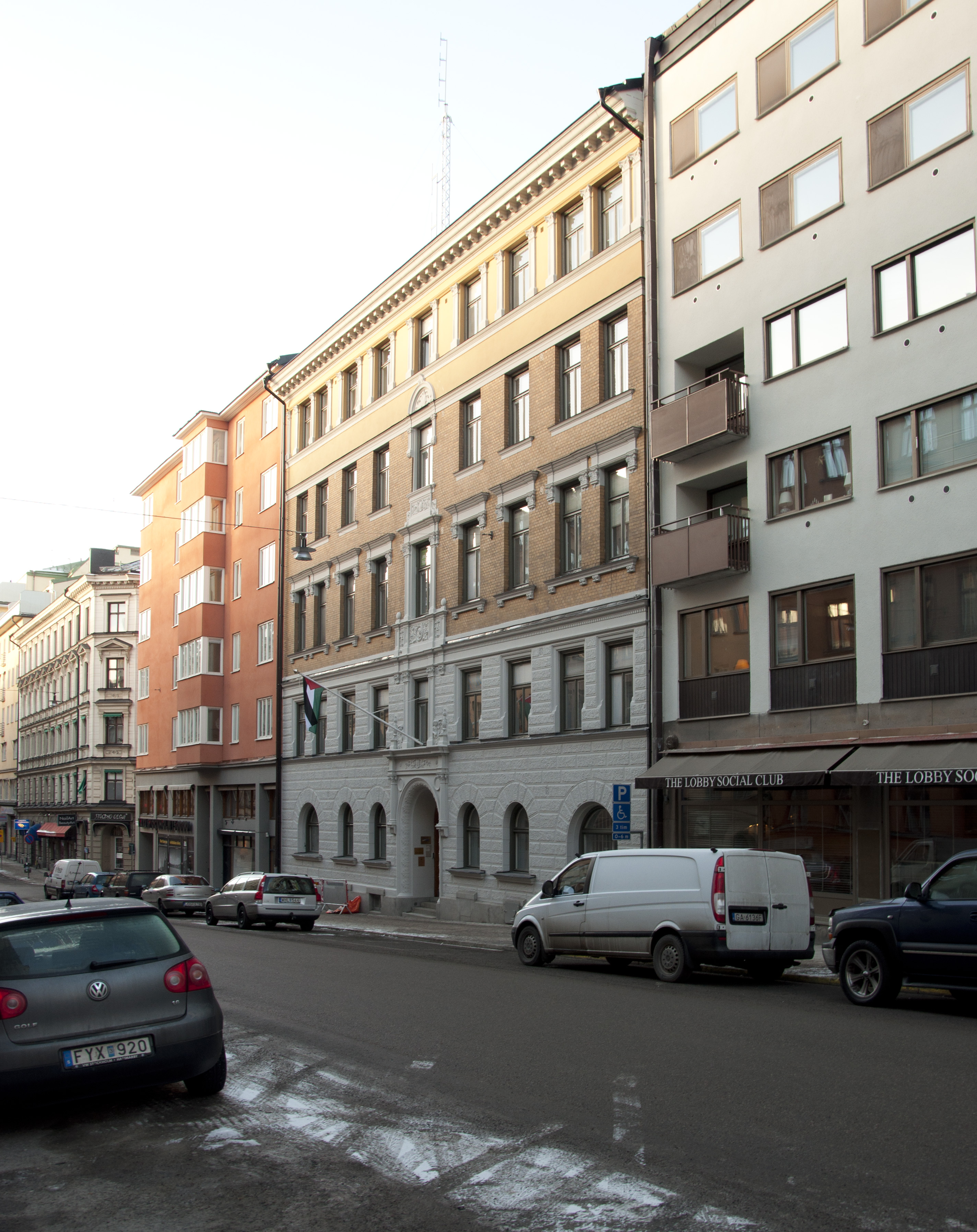
位于斯德哥尔摩的巴勒斯坦驻瑞典大使馆

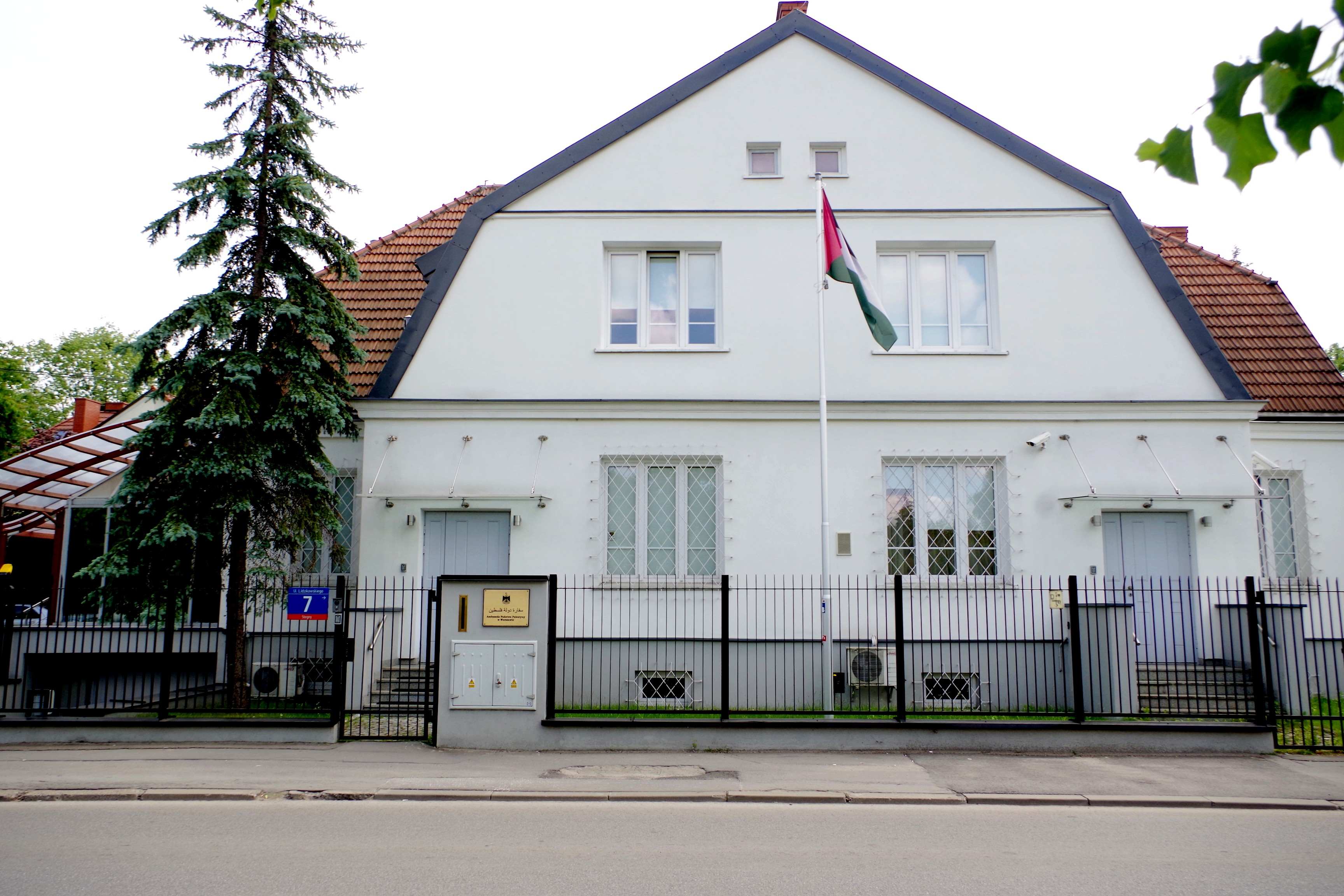
位于华沙的巴勒斯坦驻波兰大使馆

- 阿尔巴尼亚
  - 地拉那（大使馆）[1]
- 奥地利
  - 維也納（常驻代表团）[2]
- 白俄羅斯
  - 明斯克（大使馆）[1]
- 比利时
  - 布鲁塞尔（代表团）[2]
- - 塞拉耶佛（大使馆）[1]
- 保加利亚
  - 索菲亞（大使馆）[1]
- 賽普勒斯
  - 尼科西亚（大使馆）[1]
- 捷克
  - 布拉格（大使馆）[32]
- 丹麦
  - 哥本哈根（代表团）[2]
- 芬兰
  - 赫尔辛基（代表团）[1]
- 法國
  - 巴黎（代表团）[2]
- 德国
  - 柏林（代表团）[1]
- 希腊
  - 雅典（代表团）[33]
- 梵蒂冈
  - 罗马（大使馆）[note 1][34]
- 匈牙利
  - 布达佩斯（大使馆）[35]
- 爱尔兰
  - 都柏林（代表团）[36]
- 義大利
  - 罗马（代表团）[9]
- 馬爾他
  - 瓦莱塔（大使馆）[37]
- 荷蘭
  - 海牙（总代表团）[9]
- 挪威
  - 奥斯陆（代表团）[38]
- 波蘭
  - 华沙（大使馆）[9]
- 葡萄牙
  - 里斯本（代表团）[9]
- 羅馬尼亞
  - 布加勒斯特（大使馆）[39]
- 俄羅斯
  - 莫斯科（大使馆）[40]
- 塞爾維亞
  - 贝尔格莱德（大使馆）[41][42]
- 斯洛伐克
  - 布拉迪斯拉发（大使馆）[43]
- 西班牙
  - 马德里（代表团）[44]
- 瑞典
  - 斯德哥尔摩（大使馆）[45]
- 瑞士
  - 伯尔尼（总代表团）[46]
- 乌克兰
  - 基輔（大使馆）[47]
- 英国
  - 伦敦（巴勒斯坦驻伦敦代表团（英语：Mission of Palestine, London））[9]

## 大洋洲
- - 堪培拉（总代表团）[48]

## 国际组织
- 阿拉伯国家联盟
  - 开罗（常驻代表团）[14]
- 联合国日内瓦办事处
  - 日内瓦（常驻观察员代表团）[49]
- 联合国
  - 纽约（常驻观察员代表团）[9]
- 聯合國教科文組織
  - 巴黎（常驻代表团）[14]
- 伊斯兰合作组织
  - 吉达（常驻代表团）